# Азамов, Шерзод Адилович
Шерзод Ади́лович Азамов (узб. Sherzod Odilovich A'zamov; 14 января 1990 года) — узбекистанский футболист, защитник клуба «Пахтакор» и национальной сборной Узбекистана.

## Биография

### Клубная карьера
Играл в молодёжных командах клубов «Машал» и «Насаф». 20 октября 2010 года дебютировал в высшем дивизионе Узбекистана в составе «Машала» в игре против «Алмалыка».
С 2011 года являлся игроком основной команды «Насафа», чуть позднее стал игроком основного состава этого клуба. В 2011 году со своей командой стал обладателем Кубка АФК, в розыгрыше принял участие только в одном матче — на стадии полуфинала против иорданского «Аль-Вихдата». Впоследствии стал одним из лидеров «Насафа». В 2015 году стал обладателем Кубка Узбекистана, также неоднократно выигрывал медали чемпионата страны.
В июле 2017 года перешёл в «Пахтакор».

### Карьера в сборной
Выступал за молодёжную и олимпийскую сборную Узбекистана. В 2009 году участвовал в молодёжном чемпионате мира в Египте, выходил на поле во всех трёх матчах. В 2010 году участвовал в Азиатских играх в Китае, принял участие во всех пяти матчах своей команды и стал четвертьфиналистом турнира.
Летом 2016 года впервые был вызван в национальную сборную Узбекистана. Свой дебютный и пока единственный матч за сборную сыграл 7 июня 2016 года в товарищеском матче против сборной Канады.